# بريفيكتوس

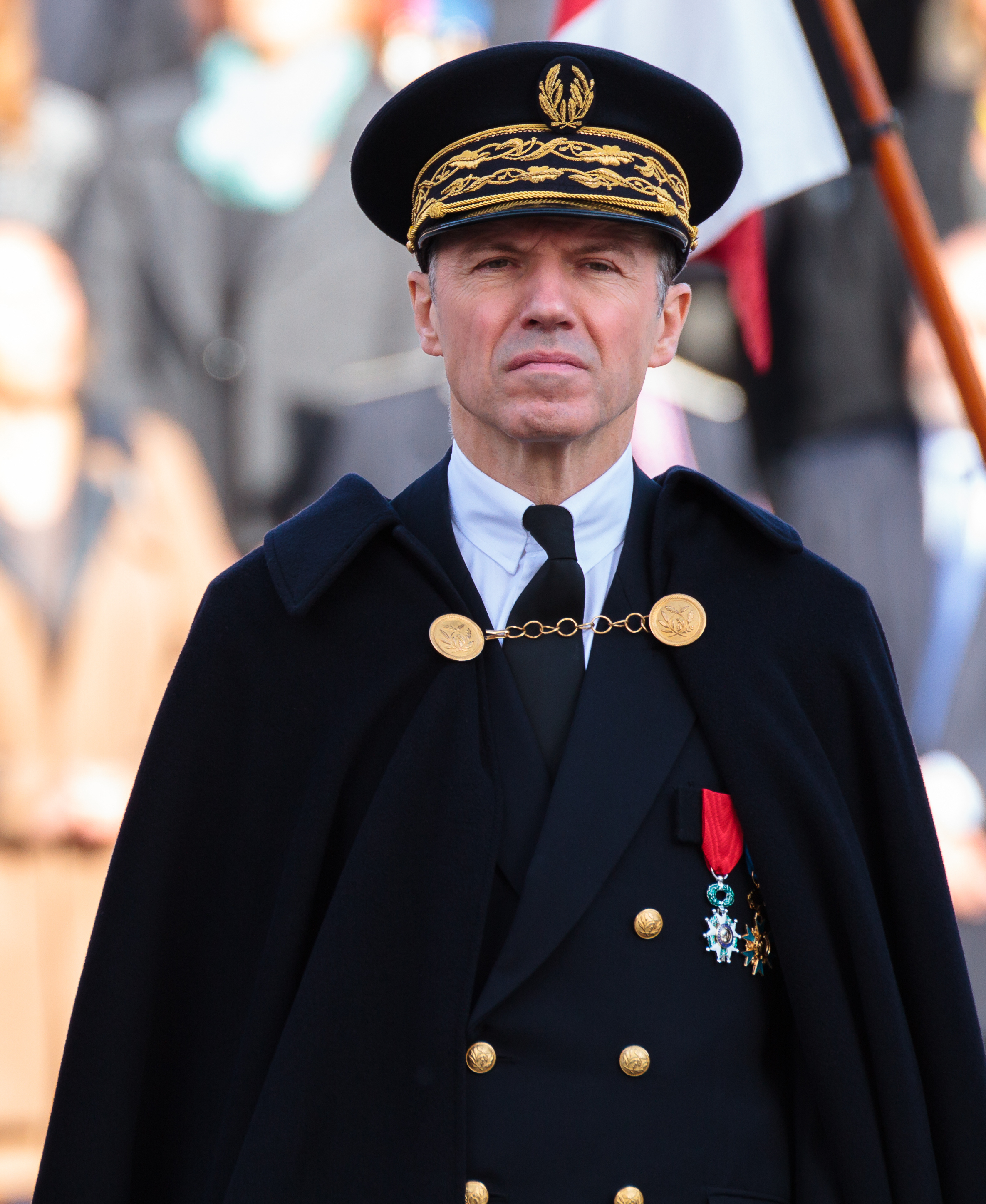

البريفيكتوس (باللاتينية: praefectus، بمعنى «تسليم القيادة» أو «تسليم المسؤولية») هو لقب قيادي له استعمالات وتعاريف مختلفة. لكنه بصورة عامة يستخدم غالباً للإشارة إلى حاكم منطقة إدارية، وفي هذه الحالة، تسمَّى المنطقة التي يدريها باسم prefecture. كانت للمصطلح استعمالات هامة في عصر الإمبراطورية الرومانية، وكان أصحبه ذوي أهمية عالية في الدولة.

## روما القديمة
كان البريفيكتوس هو اللقب الرسميَّ للعديد من المسؤولين المدنيين والعسكريين - منخفضي إلى عالي الرتب - في ظل الإمبراطورية الرومانية، إلا أنَّ صلاحياتهم لم تكن مستمدَّة من شخصهم، إنما كانت مستمدَّة من تفويض يحصلون عليه من مسؤولين ذوي رتب أعلى. رغم ذلك، كانت لديهم بعض السلطات المحدودة أحياناً، مثل التحكم بالسجون وإدارة بعض المؤسسات المدنية.
أحد أهمّ المناصب التي كان يحمل صاحبها لقب بريفيتكوس في روما هو البريفيكتوس/القائد البريتوري (Praefectus praetorio). في أول الأمر، كان هذا منصباً لقائد يتولى الإشراف على الحرس الشخصي لأحد ضباط الجيش في الميدان، لكنه حاز أهميَّته عندما أصبح يتولى صاحبه رئاسة الحرس البريتوري، وهو الحرس الشخصي لإمبراطور روما، ممَّا جعل أصحاب هذا المنصب قادرين على التحكم بالدولة الرومانية بأكملها. منذ عهد الإمبراطور ديوكلتيانوس أثناء الحكم الرباعي (سنة 300م) أصبح القادة البريتوريون حكام الولايات البريتورية الأربعة، قضلاً عن العديد من المقاطعات الرومانية الأخرى.